# (12388) Kikunokai
(12388) Kikunokai est un astéroïde de la ceinture principale.

## Description
(12388) Kikunokai est un astéroïde de la ceinture principale. Il fut découvert le 1er novembre 1994 à Kitami par Kin Endate et Kazuro Watanabe. Il présente une orbite caractérisée par un demi-grand axe de 2,93 UA, une excentricité de 0,12 et une inclinaison de 3,1° par rapport à l'écliptique.

## Compléments